# لينا غيركه
لينا يوهانا غياكه (بالألمانية: Lena Gercke)‏ (من مواليد 29 فبراير 1988في ماربورغ) عارضة أزياء ومقدمة برامج تلفزيونية ألمانية. فازت في الدورة الأولى من برنامج «جيرماني نيكست توب موديل» الذي تبثه محطة التلفزيون بروسين. في 29 مارس 2006، وحصلت على عقد مع وكالة آي إم جي مودلز لعارضي الأزياء وظهرت على غلاف النسخة الألمانية من كوزموبوليتان. كما قدمت برنامج «أوستريا نيكست توب موديل» في الدورة الأولى وحتى الدورة الرابعة.

## معلومات عنها
ولدت غيركه في ماربورغ، ألمانيا ونشأت في كلوبنبورغ، وتلقت تعليمها المدرسي في مدرسة ليبفراون الثانوية الكاثوليكية، التي تخرجت منها عام 2007. تهوى غيركه لعب الشطرنج، ولديها شقيقة واحدة وأختين غير شقيقه من جهة أبيها.

## روابط خارجية
- لينا غياكه على موقع IMDb (الإنجليزية)
- لينا غياكه على موقع قاعدة بيانات الفيلم (الإنجليزية)
- لينا غياكه على موقع دليل عارضات الأزياء (الإنجليزية)

- الموقع الرسمي
- Lena Gercke in the دليل عارضات الأزياء
- Lena Gercke في قاعدة بيانات الأفلام على الإنترنت